# Собача кропива
Собача кропива (Leonurus L.) — рід багаторічних зіллястих рослин з родини глухокропивових. Рід містить 24 види, які поширені у Євразії й на південь до Квінсленду; деякі види інтродуковані до Північної й Південної Америки й Нової Зеландії.

## Опис
Представникам роду характерні пальчасто-лопатевими або розсіченими листками.

## Поширення

### Поширення в Україні
В Україні три види. Найпоширеніший вид — собача кропива п'ятилопатева (L. quinquelobatus Gilib. = L. villosus Desf.), росте на забур'янених місцях.

## Використання

### Їжа
Свіжі або сушені квіти L. cardiaca можна використовувати як ароматизатор для супів чи в пиві. Для приготування чаю можна використовувати свіжі чи сушені квіти. Молоді пагони, а також корені L. sibiricus можна вживати в їжу приготовленими.

### Медицина
Містить глюкозид леонурин, алкалоїд леонурокардин, сапоніни, чинбарні речовини, етерову олію. У медицині застосовують квітучі верхівки стебел разом з листками й квітками як засіб для серця при ранніх стадіях гіпертонії, для заспокоєння нервової системи; діє подібно до валер'яни, але міцніше. Допомагає при розладах нічного сну. 
L. cardiaca, L. japonicus використовують при: серцево-судинних неврозах (діє ефективніше, ніж валер'яна, броміди чи конвалія), міокардитах, міокардіодистрофіях, стенокардіях, недостатності серця з декомпенсацією, гіпертонічній хворобі, склерозі судин мозку, вегетоневрозі, істерії, неврастенії, іпохондрії, хлорозі, проблем, пов'язаних з менструацією, пологами та менопаузою, особливо нервового походження. L. macranthus є кровозміцнюючим засобом і використовується при лікуванні жіночих скарг, особливо післяпологових труднощів. L. sibiricus теж має антибактеріальну, спазмолітичну, в'яжучу, серцеву, очисну, потогінну, сечогінну, снодійну, нервозаспокійливу, шлункову, тонізуючу лікувальні функції. Рослина містить ≈ 0,05% леонурину, який у малих дозах діє як стимулятор дихальної системи, але у великих дозах спричиняє параліч дихання.

### Інше
З листя L. cardiaca отримували темний оливково-зелений барвник.

## Види
Рід включає 24 види:
| - Leonurus cardiaca L. - Leonurus chaituroides C.Y.Wu & H.W.Li - Leonurus deminutus V.I.Krecz. - Leonurus glaucescens Bunge - Leonurus incanus V.I.Krecz. & Kuprian. - Leonurus japonicus Houtt. - Leonurus kuprijanoviae Krestovsk. - Leonurus macranthus Maxim. | - Leonurus mongolicus V.I.Krecz. & Kuprian. - Leonurus nuristanicus Murata - Leonurus panzerioides Popov - Leonurus persicus Boiss. - Leonurus pseudomacranthus Kitag. - Leonurus pseudopanzerioides Krestovsk. - Leonurus pubescens Benth. - Leonurus quinquelobatus Gilib. | - Leonurus royleanus Benth. - Leonurus sibiricus L. - Leonurus tataricus L. - Leonurus tibeticus Krestovsk. - Leonurus turkestanicus V.I.Krecz. & Kuprian. - Leonurus urticifolius C.Y.Wu & H.W.Li - Leonurus villosissimus C.Y.Wu & H.W.Li - Leonurus wutaishanicus C.Y.Wu & H.W.Li |